# Самерсет (Висконсин)
Самерсет (енгл. Somerset) град је у америчкој савезној држави Висконсин.

## Демографија
По попису из 2010. године број становника је 2.635, што је 1.079 (69,3%) становника више него 2000. године.
| Група             | 2000.         | 2010.         |
| Белци             | 1.499 (96,3%) | 2.393 (90,8%) |
| Афроамериканци    | 12 (0,8%)     | 26 (1,0%)     |
| Азијати           | 1 (0,1%)      | 20 (0,8%)     |
| Хиспаноамериканци | 18 (1,2%)     | 135 (5,1%)    |
| Укупно            | 1.556         | 2.635         |